# Bagno przy stodole
Bagno przy stodole – użytek ekologiczny w województwie pomorskim, w powiecie słupskim, w gminie Potęgowo, w obrębie ewidencyjnym Łupawa, powołany Rozporządzeniem Nr 5/98 Wojewody Słupskiego z dnia 24 kwietnia 1998 r. w sprawie uznania za użytki ekologiczne. Całkowita powierzchnia użytku wynosi 4,87 ha. Stanowi własność Skarbu Państwa w zarządzie Lasów Państwowych. Zlokalizowany jest w granicach Nadleśnictwa Łupawa, sprawującego nad nim nadzór, na obszarze Leśnictwa Łupawa. Jest jednym z trzydziestu jeden użytków ekologicznych kontrolowanych przez Nadleśnictwo Łupawa (stan na 2016).
Przedmiotem ochrony jest bagno z lustrem wody, częściowo zadrzewione. Jest to mszar otaczający oczko polodowcowe. Stwierdzono obecność bagna zwyczajnego (Rhododendron tomentosum) – gatunku objętego ochroną częściową, rosiczki okrągłolistnej (Drosera rotundifolia) – objętej ochroną ścisłą, borówki bagiennej (Vaccinium uliginosum) i wełnianki pochwowatej (Eriophorum vaginatum). W drzewostanie dominują brzoza brodawkowata (Betula pendula) i sosna zwyczajna (Pinus sylvestris). Użytek stanowi miejsce godów płazów i gadów.